# Tharrhalea bicornis
Tharrhalea bicornis là một loài nhện trong họ Thomisidae.
Loài này thuộc chi Tharrhalea. Tharrhalea bicornis được Eugène Simon miêu tả năm 1895.